# Телятино
Телятино (тат. Тәләтен) — татарское село в Каменском районе Пензенской области, входит в состав Кикинского сельсовета.

## География
Расположено в 12 км на северо-запад от центра сельсовета села Кикино и в 23 на запад от города Каменки.

## История
Основана между 1747 и 1762 гг., вероятно, как выселок из д. Решетино. В это время в ней показан татарский князь Тефкелей; у него были крепостные крестьяне в числе 38 ревизских душ, а всего в деревне числилось 187 ревизских душ. Не исключено, что название Телятино представляет собой искаженный вариант его фамилии: Тяфкилин - Тефкелятин – Телятино. Упоминается в конце XVIII в. как деревня с одной мечетью в составе Чембарского уезда Пензенской губернии. На плане Генерального межевания 1783 г. – д. Телятина Чембарского уезда, 60 дворов. В 1877 г. – Мочалейской волости, 118 дворов, мечеть. В 1896 г. – 116 дворов. В 1911 г. – деревня той же волости Чембарского уезда, одно крестьянское общество, 122 двора, мечеть, 2 татарских школы, 2 кузницы, 3 лавки.
С 1928 года село являлось центром сельсовета Каменского района Пензенского округа Средне-Волжской области (с 1939 года — в составе Каменского района Пензенской области). В 1955 г. – в составе Мочалейского сельсовета, бригада колхоза «Игинче» («Земледелец»), в 1980-е – бригада колхоза «Рассвет». Законом Пензенской области от 22.12.2010 г. Мочалейский сельсовет упразднен, село вошло в состав  Кикинского сельсовета.

## Население
| 1782 | 1864 | 1877 | 1897 | 1911 | 1926  | 1930  |
| ---- | ---- | ---- | ---- | ---- | ----- | ----- |
| 375  | ↗739 | ↘633 | ↘600 | ↗899 | ↗1223 | ↘1106 |
| 1939 | 1959 | 1979 | 1989 | 1996 | 2002  | 2004  |
| ↘960 | ↘473 | ↘362 | ↘270 | ↗282 | ↘220  | ↗230  |
| 2010 |      |      |      |      |       |       |
| ↘202 |      |      |      |      |       |       |

### Национальный состав
- Татары — 100% (2002)[7].